# 澤萊內哈伊 (胡利亞伊波萊市鎮)
47°40′39″N 36°23′48″E / 47.67750°N 36.39667°E
泽莱内哈伊（烏克蘭語：Зелений Гай）是位於烏克蘭東南部的村莊，由扎波羅熱州波洛希區的胡利亚伊波莱市镇負責管轄。該村面積0.86平方公里，海拔高度149米，2001年人口121，人口密度每平方公里140.4人。